# دووبراویتشکا
دووبراویتشکا (به چکی: Doubravička) یک منطقهٔ مسکونی در جمهوری چک است که در ناحیه ملادا بولسلاو واقع شده‌است.